# Gyatso
Gyatso o Gyamtso (en tibetano རྒྱ་ མཚོ, Wylie: rgya mtsho, ZYPY: Gyamco THL: Gyatsho) es un nombre personal muy común el Tíbet que significa «océano». En el dialecto de Lhasa, se pronuncia /càtsʰo/ o /càmtsʰo/. Literalmente en lengua tibetana, རྒྱ rgya, quiere decir «vasto», «amplio», y མཚོ mtsho, «lago»).
Algunas personas relevantes cuyos nombres contienen Gyatso son:
- Cada dalái Lama, excepto el primero, ha tenido Gyatso como la segunda palabra de su nombre personal; por ejemplo, el actual dalái lama se llama Tenzin Gyatso.
- Chödrak Gyatso, el séptimo Karmapa;
- Chögyam Trungpa (Chögyam es la abreviatura de Chögyi Gyamtso), maestro budista;
- Gyamco, aldea en el Tíbet
- Geshe Kelsang Gyatso, fundador de la Nueva Tradición Kadampa (NKT);
- Khenpo Tsültrim Gyamtso, un lama Karma Kagyu;
- Palden Gyatso, un monje que cumplió treinta y tres años como prisionero político
- Desi Sangye Gyatso, figura política del siglo XVII
- Geshe Sherab Gyatso, político comunista del siglo XX.
- Monk Gyatso, un personaje de la caricatura de Nickelodeon llamada Avatar: la leyenda de Aang.